# Centre hospitalier pour enfants de l’est de l’Ontario
 (octobre 2024).
Si vous disposez d'ouvrages ou d'articles de référence ou si vous connaissez des sites web de qualité traitant du thème abordé ici, merci de compléter l'article en donnant les références utiles à sa vérifiabilité et en les liant à la section « Notes et références ».
Le centre hospitalier pour enfants de l’est de l’Ontario est le principal hôpital pour enfants de l'Est de l'Ontario, spécialisé dans les soins pédiatriques d'Ottawa. Il est rattaché à l'hôpital d'Ottawa et affilié à l'université d'Ottawa.

## Historique
Le centre hospitalier pour enfants de l’est de l’Ontario, situé à Ottawa, fut inauguré et ouvert au jeune public le 17 mai 1974. Il fut fondé par le gouvernement provincial de l'Ontario et diverses donations publiques.
- 1977 - Clinique dentaire
- 1980 - Centre de traitement des grands brûlés
- 1981 - Clinique sportive, laboratoire  fonction pulmonaire, Centre d'Information anti-poison
- 1983 - Téléthon avec la chaîne de télévision CTV
- 1984 - Institut de recherche
- 1985 - Centre d'activités pour enfants
- 1988 - Première transplantation de moelle
- 1989 - Équipe de transport néonatal
- 1991 - Programme de chirurgie cardiovasculaire
- 1992 - Ouverture de l'Héliport

Chaque année, le centre hospitalier pour enfants sollicite des soutiens financiers par des dons auprès du public par l'intermédiaire d'un téléthon organisé sur la chaîne de télévision canadienne CTV Television Network. 

## Activités
Pour l'exercice 2009-2010, le centre hospitalier pour enfants a reçu
- 6 368 admissions au CHEO
- 57 629 admissions au service des urgences
- 9 421 admissions au service de chirurgie ambulatoire
- 87 911 admissions aux services de cliniques spécialisées (cardiologie, diabète, obésité, neurologie, etc.)
- 6 517 admissions au service de santé mentale (psychologie; audiologie, etc.)
- 3 592 Visites à l'unité médicale de jours (oncologie, dialyse, hématologie, etc.)
- 115 497 Tests de diagnostics (scanner médical, rayons X, imagerie par résonance magnétique)
- 742 212 Analyses médicales